# Čokutó

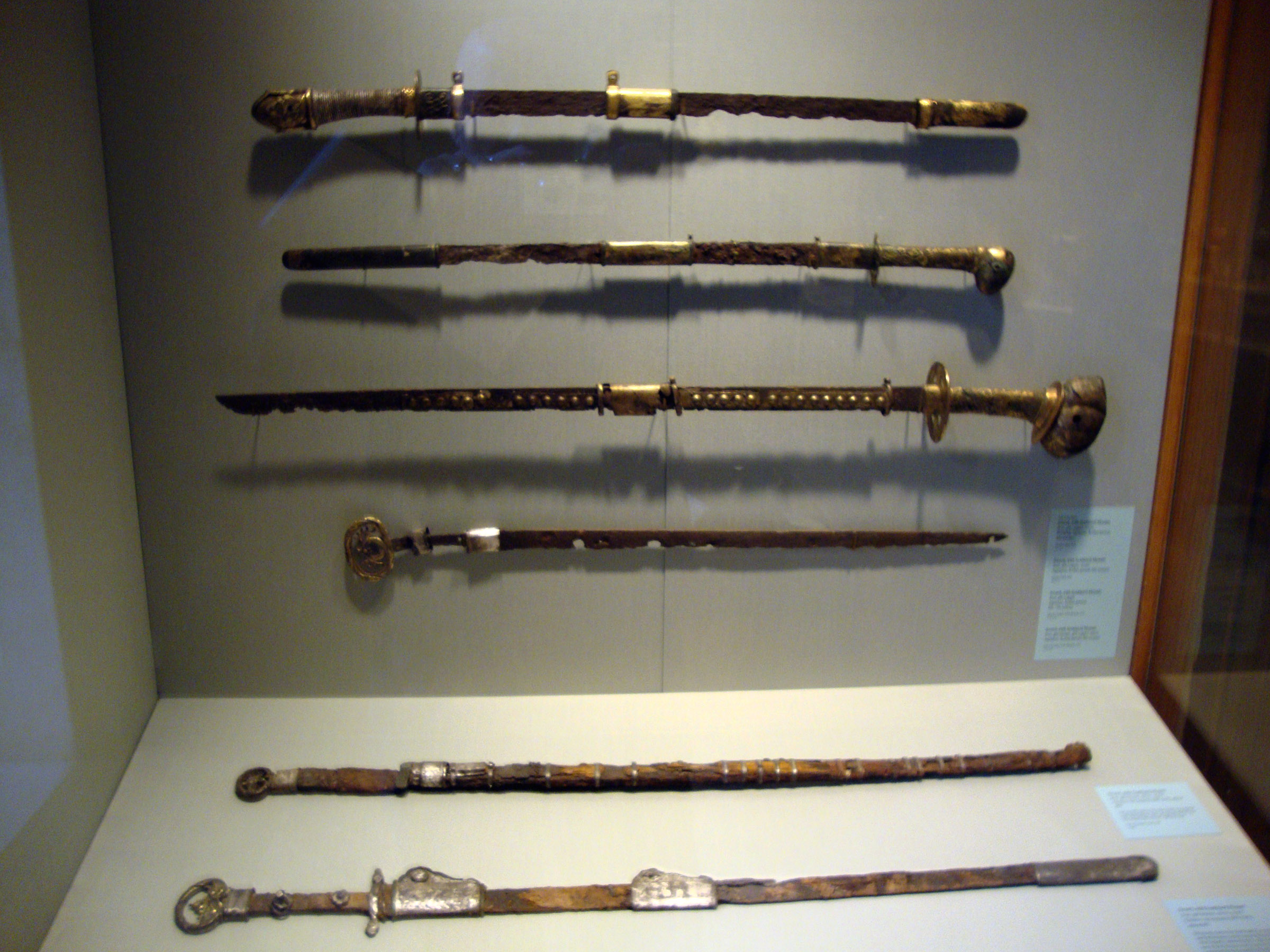
Čokutó

Čokutó (japonsky: 直刀) je druh japonského meče, který pochází z dob ještě před obdobím Heian. Čokutó byla vyráběna obvykle jako meče k chrámovým obětím. Čokutó mělo rovnou čepel s jedním ostřím (jen občas byla z části nabroušena i druhá strana čepele). Odborníci věří, že čokutó bylo do Japonska dovezeno z jiných asijských zemí jako jsou Čína nebo Korea.
Čokutó bylo mezi prvními meči v historii japonského zbraňového kovářství. Bylo vyráběno ještě před vyvinutím metody diferenčního kalení, tedy metody, kdy se ostří zchlazuje rychleji než tupá strana čepele tak, aby se meč netupil a dokázal absorbovat nárazy. Čokutó se dělaly v hira-zukuri a kihira-zukuri stylech, což je činí velmi odlišné od pozdějších tači a katan. Hlavní rozdíl je v tom, že čokutó má rovnou a katana zakřivenou čepel. Čepele jsou často zaměňovány s šikomizue.
Čokutó bylo méně efektivní proti ostatním mečům, které byly lehčí a měly zakřivené čepele. Proto se samurajská kultura přesunula k mečům se zakřivenými čepelemi, aby mohli efektivněji bránit svého pána, daimjó. Později se několik talentovaných kovářů naučilo speciální techniky na zlepšení čepele čokutó. Vyrobili odolnější meč a zároveň zachovali originální rovný tvar.
Navzdory faktu, že čokutó není moc použitelné v bitvě, mnoho bojovníků jej považovalo za perfektní způsob otestování jejich schopností, když bojovali proti zakřiveným mečům.